# Gabinete Zacarias III
O Gabinete Zacarias III foi o ministério formado pela Liga Progressista em 3 de agosto de 1866 e dissolvido em 16 de julho de 1868. Foi chefiado por Zacarias de Góis e Vasconcelos, sendo o 18º gabinete do Império do Brasil após o estabelecimento do Decreto n.º 523 de 1847. Foi antecedido pelo Gabinete Olinda IV e sucedido pelo Gabinete Itaboraí II.

## Contexto
Segundo Sérgio Buarque de Holanda (2004):
A indefinição vai ser encerrada com o último Gabinete que tem tais características, [...] , instalado em 3 de agosto de 1866, sob a Presidência de Zacarias de Góis e Vasconcelos. [...] o Gabinete já não começa firme, com referência franca do Presidente do Conselho ao fracionamento da Câmara.

## Composição
O gabinete foi composto da seguinte forma:
- Presidente do Conselho de Ministros: Zacarias De Góis e Vasconcelos.
- Ministro dos Negócios do Império: José Joaquim Fernandes Torres.
- Ministro da Justiça: João Lustosa da Cunha Paranaguá; substituído em 27 de outubro por Martim Francisco Ribeiro de Andrada.
- Ministro dos Estrangeiros: Martim Francisco Ribeiro de Andrada; substituído em 27 de outubro por Antônio Coelho de Sá e Albuquerque, que serviu até 9 de dezembro de 1867, data em que para servir interinamente foi nomeado João Lustosa da Cunha Paranaguá. Em 14 de abril de 1868, foi nomeado efetivo João Silveira de Sousa.
- Ministro da Fazenda: Zacarias De Góis e Vasconcelos.
- Ministro da Marinha: Afonso Celso de Assis Figueiredo.
- Ministro da Guerra: Ângelo Moniz da Silva Ferraz, Barão de Uruguaiana; substituído em 7 de outubro por João Lustosa da Cunha Paranaguá.
- Ministro da Agricultura, Comércio e Obras Públicas: Manuel Pinto de Sousa Dantas.

## Programa de governo
Segundo o Presidente do Conselho de Ministros (1866):
Repugnava-me aceitar o poder à vista do fracionamento em que se achava esta augusta Câmara. [...] O primeiro dever do Governo (...) é esforçar-se por acabar honrosamente a guerra com o Paraguai. (...) Outro assunto (...) é combater a crise financeira, já no que toca ao meio circulante, que se acha em péssimo estado, já em relação aos recursos com que o Governo deve contar para fazer face às despesas extraordinárias da guerra.
O gabinete apresentou o seguinte programa de governo:
- Buscar o melhor e mais honroso fim para a Guerra do Paraguai, sem alterar a política que o Império tem seguido à respeito das questões do Sul.
- Combater a crise financeira, já no que toca ao meio circulante.

## Legislação aprovada
O gabinete aprovou a seguinte legislação:
- Decreto nº 1.341 de 24 de agosto de 1866: Autoriza o governo a dar diversas providências em favor das lentes e opositores das faculdades de Medicina, e dos estudantes das faculdades do Império e das escolas Militar, Central e de Marinha que foram ou forem servir na guerra contra o Paraguai.
- Lei nº 1.349 de 12 de setembro de 1866: Autoriza o governo para inovar o acordo celebrado com o Banco do Brasil em virtude da Lei nº 683 de 5 de julho de 1853 e para modificar as disposições da mesma lei o seus respectivos estatutos.
- Lei nº 1.350 de 14 de setembro de 1866: Derroga o juízo arbitral necessário, estabelecido pelo Art. 20, título único do Código Comercial.
- Decreto de 29 de setembro de 1866: Permite que o oficial maior e os oficiais da secretaria da Câmara dos Deputados usem fardas iguais as dos oficiais das secretarias de Estado (não está na coleção de leis, mais acha-se publicado no Diário Oficial de 6 de outubro de 1866).
- Decreto nº 3.471 de 6 de outubro de 1866: Promulga a declaração interpretativa assinada em Paris de 21 de julho do corrente ano por parte do Brasil e da França para firmar o sentido e modo de execução do Art. 7° da convenção consular celebrada entre os dois países em 10 de dezembro de 1860, sobre heranças.
- Decreto nº 3.720 de 18 de outubro de 1866: Dá execução à Lei 1.349 de 12 de setembro na parte relativa à emissão do Banco do Brasil e ao pagamento da dívida do Tesouro ao mesmo banco.
- Decreto nº 3.725 A de 6 de novembro de 1866: Concede liberdade gratuita aos escravos da nação, designados para o serviço do Exército.
- Decreto nº 3.139 de 23 de novembro de 1866: Aprova com alteração os estatutos do Banco do Brasil, reformados em virtude da Lei nº 1.349 de 12 de setembro de 1866.
- Decreto nº 3.749 de 7 de dezembro de 1866: Abre os rios Amazonas, Tocantins, Tapajós, Madeira, Rio Negro e São Francisco à navegação dos navios mercantes de todas as nações.
- Decreto nº 3.784 de 19 de janeiro de 1867: Aprova o regulamento para as colônias do Estado.
- Decreto nº 3.814 de 16 de março de 1867: Fixa a soma das notas do Banco do Brasil, cujo resgate fica a cargo do mesmo banco.
- Decreto nº 3.853 de outubro de 1867: Cria uma medalha de bravura para oficiais e praças de pré, mais bravos, na campanha contra o Paraguai.
- Decreto nº 3.900 de 26 de julho de 1867: Regula o juízo arbitral ao comércio.
- Decreto nº 3.904 de 3 de julho de 1867: Aprova os estatutos da sociedade Asilo dos Inválidos da Pátria.
- Decreto nº 3.912 de 22 de julho de 1867: Aprova o regulamento da repartição de hipotecas do Banco do Brasil.
- Decreto nº 3.920 de 31 de julho de 1867: Manda observar o regulamento para a navegação do rio Amazonas e seus afluentes e do São Francisco.
- Decreto nº 3.926 de 31 de agosto de 1867: Concede o uso de uma medalha às forças expedicionárias em operações ao sul da província de Mato Grosso.
- Decreto nº 2.925 de 21 se agosto de 1867: Promulga o acordo assinado na cidade do Rio de Janeiro em 20 de maio de 1867 entre o Brasil e Portugal para regular a convenção consular (Art. 13).
- Decreto nº 3.977 de 12 de outubro de 1867: Regula a cobrança do imposto sobre os vencimentos (criado pelo Art. 22 da Lei nº 1.507 de 26 de setembro de 1867).
- Decreto nº 4.019 de 20 de novembro de 1867: Executa os Art. 3° da Lei nº 1.083 de 22 de agosto de 1860 e 38 da Lei nº 1.507 de 26 de setembro de 1867, sobre a cunhagem das moedas de bronze.
- Decreto nº 4.046 de 19 de dezembro de 1867: Aprova o regulamento provisório do Instituto dos Surdos-mudos.
- Decreto nº 4.052 de 28 de dezembro de 1867: Dá regulamento para arrecadação do imposto pessoal (criado pela Lei nº 1.507 de 26 de setembro de 1867).
- Decreto nº 4.075 de 18 de janeiro de 1868: Promulga a declaração assinada em Berna aos 7 de setembro de 1867, por parte do Brasil e da Suíça para firmar o sentido e modo da execução do Art. 90 da convenção consular (caso de morte de um súdito de uma das partes contratantes em território da outra).
- Decreto nº 4.082 de 22 de janeiro de 1868: Concede a Carlos Alberto Morsing autorização para estabelecer uma linha de carris de ferro entre a Corte e São Cristóvão, Caju, Rio Comprido e Saco do Alferes.
- Decreto nº 4.105 de 22 de fevereiro de 1868: Regula a concessão dos terrenos de marinhas, ou reservados nas margens dos rios e dos acrescidos natural ou artificialmente.
- Decreto nº 4.111 de 29 de fevereiro de 1868: Reorganiza o serviço de fazenda dos corpos de Marinha.
- Decreto nº 4.113 de 4 de março de 1868: Regula a cobrança do imposto de transmissão das heranças e legados de apólices.
- Decreto nº 4.117 de 14 de março de 1868: Determina que a bordo do vapor Amazonas e de alguns encouraçados se ice no mastro de proa a fita do Cruzeiro e se fixe no centro da roda do leme a venera de oficial da mesma ordem.
- Decreto nº 4.118 de 14 de março de 1868: Cria uma medalha comemorativa do forçamento do passo de Humaitá.
- Decreto nº 4.129 de 28 de março de 1868: Manda proceder a nova matrícula geral dos escravos e dando o regulamento para arrecadação da respectiva taxa.
- Decreto nº 4.131 de 28 de março de 1868: Cria uma medalha de mérito para os que se distinguirem por bravura em qualquer ação de guerra.
- Decreto nº 4.144 de 5 de abril de 1868: Regula a concessão da Ordem de São Bento de Avis.
- Decreto nº 4.153 de 6 de abril de 1868: Reorganiza o Tesouro Nacional e tesourarias, e estabelecendo algumas regras sobre empregados de fazenda.
- Decreto nº 4.154 de 13 de abril de 1868: Reorganiza a secretaria de Estado dos Negócios do Império.
- Decreto nº 4.156 de 17 de abril de 1868: Aprova o regulamento para a secretaria de Estado da Guerra e repartições anexas.
- Decreto nº 4.159 de 22 de abril de 1868: Reforma a secretaria de Estado dos Negócios da Justiça.
- Decreto nº 4.167 de 29 de abril de 1868: Reforma a secretaria de Estado dos Negócios da Agricultura.
- Decreto nº 4.171 de 2 de maio de 1868: Reorganiza a secretaria de Estado dos Negócios Estrangeiros.
- Decreto nº 4.173 de 6 de maio de 1868: Reorganiza o corpo de fazenda da Armada.
- Decreto nº 4.174 de 6 de maio de 1868: Reorganiza a secretaria de Estado da Marinha.
- Decreto nº 4.174 de 6 de maio de 1868: Altera algumas disposições do regulamento das alfândegas.
- Decreto nº 4.203 de 13 de junho de 1868: Regula a concessão da Ordem de São Bento de Avis aos oficiais da Armada e classes anexas.
- Decreto nº 4.214 de 20 de junho de 1868: Reorganiza a contadoria de Marinha.